# نابولا - قبل السقوط
نابولا: قبل السقوط (بالإنجليزية: NaPolA: before the fall)‏ معروف أيضا باسم: نابولا - نخبة الفوهرر
(بالألمانية: NaPolA - Elite für den Führer) هو فيلم درامي ألماني إنتاج سنة 2004 تأليف وإخراج دينيس غانزل وبطولة كل من ماكس رايملت وتوم شيلينغ.

يحكي الفيلم عن المدارس العسكرية في عهد النازية بداية من دخول الطالب «فريدرش فايمر» إليها وحتى خروجه منها والمعاملة التي يتلقاها الطلبة في تلك المدارس.
كلمة NaPlolA هي اختصار لـ«الأكاديمية السياسية الوطنية» National Political Academy.
الفيلم غير مناسب للمشاهدة العائلية، كما يتردد الكلام عن الفيلم على أنه فيلم شواذ رغم أنه ليس كذلك، قد يكون ذلك لوجود ماكس رايملت بالفيلم أو ربما لإظهار المخرج مشهدين يظهر فيهما اثنين من الممثلين عراة بدون سبب رئيسي في القصة، إلا أن الفيلم لا يتضمن أي إشارة للشذوذ الجنسي.

## القصة
في صيف عام 1942, فريدرش فايمر -الملاكم المتخرج حديثا والذي يعمل في مصنع مع والده- يحصل على فرصة -عبر مدرس الملاكمة الذي أُعجب بمهاراته- لدخول مدرسة «نابولا» التي يتخرج منها النخبة من جيش النازية، ويلتحق بها رغم رفض والده لذلك بسبب رفضه لأفكار النازية، وخلال سنته الدراسية الأولى في الدفعة السابعة، يتعرف على «ألبرشت» -الشاب رقيق المشاعر الذي يحب الشعر والكتابة- وتتكون بينهما علاقة صداقة تمر بالكثير من الأحداث بدأ من المعاملة القاسية للمدربين وتحويل المجندين إلى أشخاص عديمي الرحمة، مرورا بحادثة «سيجفريد» الطالب الذي يعتدي عليه المدربين بالشتم والإهانات بسبب تبوّله اللاإرداي ليلا، ليتحول بعد حادثة مقتله إلى أن يعتبر بطلا ويتلقى ميدالية الشرف على نعشه، وصولا إلى حادثة الرهائن الروس الفارين التي تسبب بمشكلة بين «ألبرشت» ووالده «هينريش» الذي هو الرئيس الإقليمي للحزب، مما يؤدي لنهاية مأساوية لـ«ألبرشت» لتلقي بتبعاتها على «فريدرش».
ينتهي الفيلم بجملة (حتى عام 1945 كان هناك حوالى 40 معهد نازى، بهم أكثر من مائة وخمسون ألف طالب يعتبروا جميعاً ملكاً للرايخ الألمانى، وتم الإعلان عنهم كمفقودين
بينما كانوا يُبعثوا للخارج من أجل «الكفاح الأخير»...
مات نصفهم)

## الممثلون
- ماكس رايملت في دور «فريدرش فايمر»
- توم شيلينغ في دور «ألبرشت شتاين»
- جوناس جيغاماير في دور «كريستوف شنايدر»
- مارتن غويرس في دور «سيجفريد غلادن - زيجي»
- توماس دريكسل في دور «فيلهلم - هفه»
- ديفيد ستريسو في دور «فوغلر» مدرب الملاكمة

## وصلات خارجية
- نابولا - قبل السقوط على موقع IMDb (الإنجليزية)
- نابولا - قبل السقوط على موقع ميتاكريتيك (الإنجليزية)
- نابولا - قبل السقوط على موقع روتن توميتوز (الإنجليزية)
- نابولا - قبل السقوط على موقع نتفليكس (الإنجليزية)
- نابولا - قبل السقوط على موقع ألو سيني (الفرنسية)
- نابولا - قبل السقوط على موقع Turner Classic Movies (الإنجليزية)
- نابولا - قبل السقوط على موقع أول موفي (الإنجليزية)
- نابولا - قبل السقوط على موقع بوكس أوفيس موجو (الإنجليزية)
- نابولا - قبل السقوط على موقع فيلمافينيتي (الإسبانية)
- نابولا - قبل السقوط على موقع قاعدة بيانات الأفلام السويدية (السويدية)